# Medio Litro de Leche
Medio Litro de Leche fue un programa social universal a nivel nacional de asistencia alimentaria en Chile, implementado de forma oficial a partir del 4 de enero de 1971,durante el gobierno de Salvador Allende, cuyo objetivo era brindar una ración diaria de leche o su equivalente a todas las personas sin distinción social para resolver el problema de la desnutrición, especialmente la infantil.

## Historia
Como antecedente de este programa de alimentación complementaria, desde la década de 1920, el Estado chileno realizó las primeras entregas gratuitas de leche a la población, y en 1954 fue creado el Programa Nacional de Alimentación Complementaria.
El plan nutricional de la distribución nacional de medio litro de leche fue la medida número 15 de las 40 promesas electorales de la Unidad Popular (UP) para la elección presidencial de 1970. Una vez obtenida la victoria, la campaña del medio litro de leche fue lanzada mediante un acto en el Teatro Caupolicán el 16 de diciembre de 1970.
El programa fue implementado por el gobierno de manera oficial a partir del 4 de enero de 1971,y estuvo enfocado a los menores de 15 años, las embarazadas y las madres lactantes del país. El plan estuvo encabezado por el pediatra Giorgio Solimano, académico de la Escuela de Salud Pública de la Facultad de Medicina de la Universidad de Chile.

Si acaso un niño los primeros 8 meses de su vida no recibe la proteína necesaria para su desarrollo corporal y cerebral, si ese niño no recibe esa proteína, se va a desarrollar en forma diferente al niño que pudo tenerla, y que lógicamente es casi siempre el hijo de un sector minoritario, de un sector poderoso económicamente. Si a ese niño que no recibió la proteína suficiente después de los ocho meses se la da, puede recuperar y normalizar el desarrollo.
Salvador Allende, Discurso en la Universidad de Guadalajara (2 de diciembre de 1972)

Tras el golpe de Estado de 1973, la Junta de Gobierno, liderada por Augusto Pinochet, no canceló el programa.
La medida nutricional, bajo el nombre de Programa Nacional de Alimentación Complementaria, continúa hasta la actualidad.

## Distribución
La distribución del medio litro de leche gratis alcanzó las 650 mil personas, la mayoría niños, en 1970. Tres años después, los beneficiados por el programa fueron 3 600 000 personas, distribuyéndose 49 millones de litros de leche. Entre enero y junio de 1971, la desnutrición infantil se redujo del 60% al 12% en los lactantes.
Los menores de 7 años, las embarazadas y nodrizas recibieron su ración a través de los consultorios de atención primaria del Sistema Nacional de Salud (SNS), mientras que la distribución a los escolares hasta 15 años se hizo por la Junta Nacional de Auxilio Escolar y Becas (JUNAEB).
Se distribuyeron más de 45 millones de kilos durante el gobierno de la UP,con una inversión de 80 millones de dólares para su compra. A partir de junio de 1974, el producto distribuido era leche en polvo de la marca Leche Purita, que también fue comercializada para generar confianza en los beneficiarios del programa.

## Repercusión internacional
El éxito del programa estatal nutricional hizo que otros países de la región latinoamericana implementasen iniciativas gubernamentales similares, como en Argentina, Panamá o el Programa del Vaso de Leche en Perú.